# アイヌ解放同盟
アイヌ解放同盟（アイヌかいほうどうめい）は、アイヌによる市民団体。

## 沿革
1972年に、当時北海道ウタリ協会の理事でもあった結城庄司や、山本一昭らによって結成された。初代代表は、結城庄司である。
1972年8月25日、札幌医科大学で行われていた第26回日本人類学・民族学連合大会を批判して結城が太田竜とともに演壇占拠を行い、公開質問状を読み上げた。9月20日には、結城が太田らとともに静内町にあったシャクシャイン像の台座から侵略者の後裔たる『北海道知事・町村金五』の名前を削り取る。結城は太田とこれらの事件の少し前に知り合っていた。
1973年3月、「アイヌ解放の夕べ」を主催する。
1974年9月、結城がクナシリ・メナシの蜂起の犠牲者を弔う供養祭『ノッカマップ・イチャルパ』の実行委員会初代委員長に就任する。
1974年10月21日、結城がシャクシャイン像を毀損した罪で自宅で逮捕される（その後釈放され、起訴猶予処分となる）。逮捕の直前には、結城は他の仲間2名とともに太田の唱える「アイヌ革命論」とアイヌの主張・状況が乖離していることを記者会見で訴え、釈放後には太田と互いに批判・侮辱を繰り返す関係となり、太田とは絶縁した。
1975年7月19日、北海道警察警備部が爆破される。そのときの犯行文には「東アジア反日武装戦線は、本日、アイヌモシリを支配している日本帝国主義者、北海道警察に対し、本部爆破攻撃を決行した」とあった。
1976年3月2日に北海道庁爆破事件が起きる。
1977年、北海道大学経済学部教授の林善茂の講義でアイヌに対する差別があったと主張、「北海道大学差別講義糾弾闘争」を組織し、北大経済学部前に12月21日にテントを張る。萱野茂が仲介に当たり、翌年1月22日に収拾、テントを撤去した。
1983年9月3日、結城が札幌市白石区の自宅で急性心不全により死去する。以降、山本一昭らが運動を担う。
1995年2月、山本一昭らが呼び掛け人となって「『北方領土の日』」反対！全国集会」が、札幌で開催される。この「全国集会」は、以後毎年行われている。
1996年2月3日、「『北方領土の日』反対！『アイヌ新法』実現！全国実行委員会」(略称：ビリカ全国実)が発足する。代表に、山本一昭が、名を連ねている。

## その主張
- アイヌの尊厳を守ること

日本のアイヌに対する差別・偏見に抗議する。
- 自決権・先住権に基づくアイヌ民族の権利回復

北海道、本州北部、南サハリン、「北方領土」を含めた千島におけるアイヌの先住権を主張。「北方領土は日本固有の領土」であるという論理を強く非難、北方領土返還に強く反対する。